# Pedro Meca
Pour les articles homonymes, voir Meca.
Pedro Meca, né le 2 juin 1935 à Pampelune en Espagne et mort le 17 février 2015 à Paris 14e, est un prêtre catholique espagnol, fondateur à Paris d'œuvres sociales pour les sans-abri, comme la « Moquette » et les « Compagnons de la nuit ».

## Biographie
Pedro Meca naît en 1935 à Pampelune, dans le Pays basque espagnol,. Il n'a qu'un an lorsque son père putatif meurt. Sa mère aurait été condamnée à mort pour son opposition au franquisme, et se serait exilée en France pour cette raison. Cette légende et cette condamnation à mort imaginaires ont été réfutées par Nicolas Clément, qui affirme que sa mère a été chassée en France pour inconduite, suite à son infidélité, Pedro Meca étant ainsi un fils illégitime. Resté en Espagne, il y est élevé par une nourrice pauvre.
Il vit dans la misère et la délinquance. Renvoyé de son école, il veut échapper aussi au franquisme et passe en France où il retrouve sa mère à Bordeaux. Il fréquente les réfugiés espagnols, les milieux anarchistes, le monde de la nuit, et devient contrebandier de cigarettes et d'alcool,.
Il rencontre en 1956 un frère dominicain qu'il revoit souvent ensuite, et se sent la vocation sacerdotale. Il est ordonné prêtre en 1962, et suit des études de théologie.

## Ouvrages
- Pedro Meca et les Compagnons de la Nuit, Poèmes de la nuit, Cana, 2000, 101 p.[6]
- Pedro Meca avec Blandine de Dinechin, postface de Marguerite Gentzbittel, Contrebandiers de l'histoire, Grasset, 1997, 272 p.[7]

### Articles[8]
- « Vulnérables jusqu’à en mourir », in Jusqu’à la mort accompagner la vie, n° 112, 2013.
- « Vers des nouveaux sens de la mort », in Études sur la mort, n° 137, 2010.
- « La mort des pauvres », in Études sur la mort, n° 133, 2008.
- « Au-delà de la mort », in Études sur la mort, n° 128, 2005.
- « Compagnons de la nuit à la Moquette », in Vie sociale et traitements, n° 82, 2004.
- « Portraits », in Vie sociale et traitements, n° 82, 2004.
- « Se laisser rejoindre », in Vie sociale et traitements, n° 82, 2004.
- « Ces morts ont-elles un sens ? », in Études sur la mort, n° 122, 2002.
- « “Le soir on ne restait pas chez soi” », in Sociétés & Représentations, n° 4, 1997.